# Plages Blanches
Cet article possède un paronyme, voir Pages blanches.

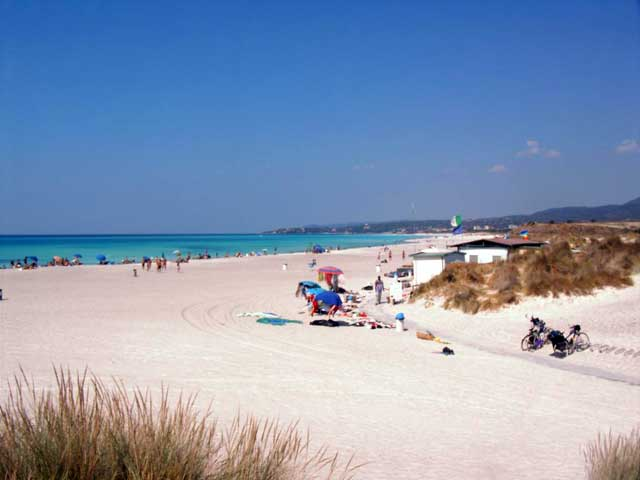
Les plages Blanches vues depuis les dunes.

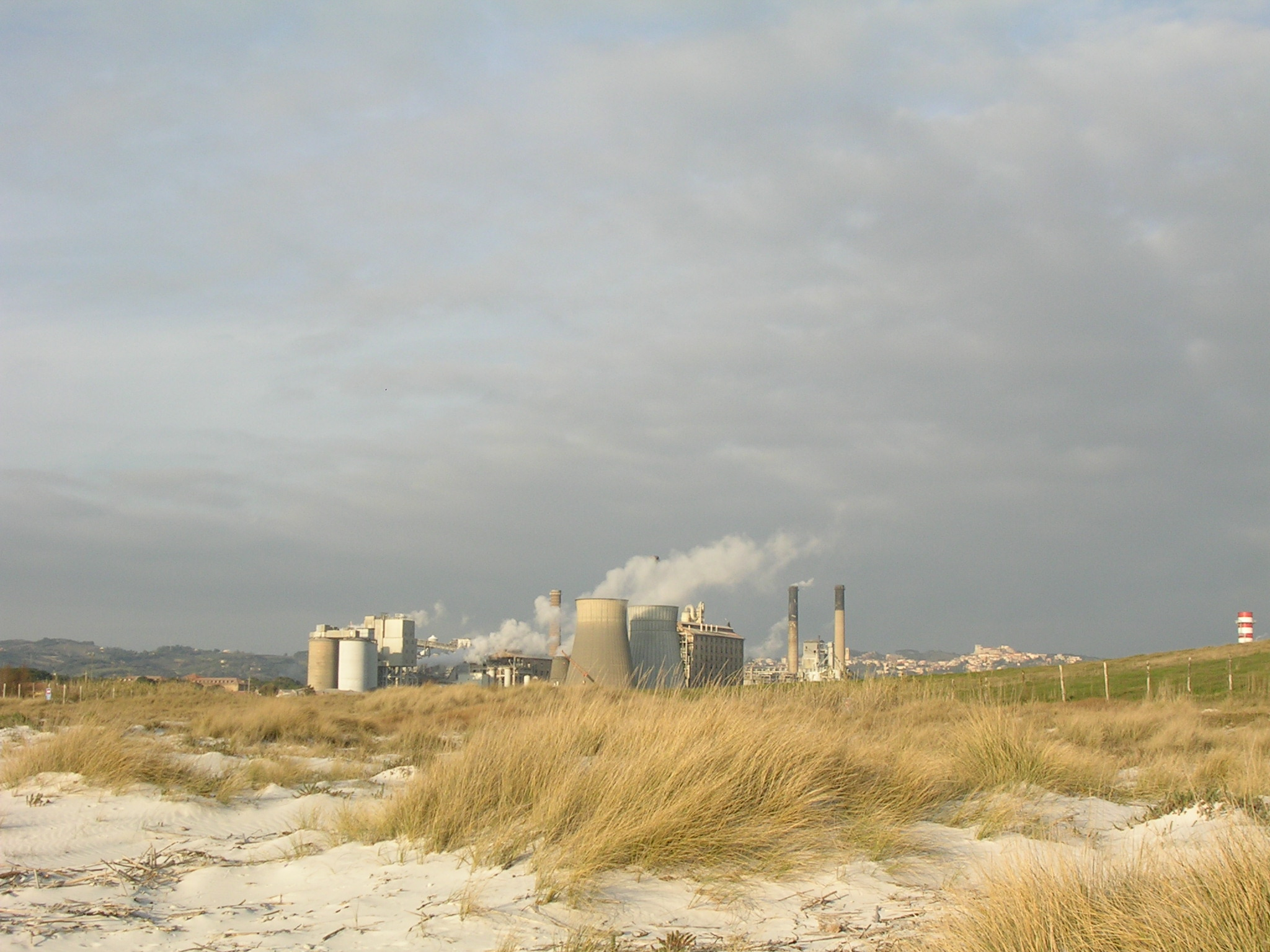
L'usine Solvay vue de la plage.

Les plages Blanches ou Spiagge Bianche constituent un tronçon d'environ quatre kilomètres de la côte sablonneuse de la municipalité de Rosignano Marittimo en Toscane. Baignés par la mer Ligure entre les stations balnéaires de Rosignano Solvay et Vada, elles sont situées à l'extrémité nord de la côte de la Maremme.
La couleur inhabituelle du sable, qui fait que la plage est comparée aux côtes tropicales, est la conséquence des rejets de carbonate de calcium (calcaire) par une usine du groupe Solvay, située à Rosignano Solvay, à environ un kilomètre de la côte. Le fabricant de soude, qui est le plus grand d'Europe y a construit son usine en 1912 près de la plage, démarrant son activité de production de carbonate de soude en 1914. L'accès à la plage est donné par une petite colline qui, jusqu'en 1983 servait de décharge pour les déchets de production et les ordures ménagères.

## Effets sur le milieu
En raison des rejets de calcaire de l'Usine Solvay, le sable de la plage y est plus blanc qu'ailleurs sur la côte toscane, et la pêche dans les eaux voisines est extrêmement réduite. En 1999, le Programme des Nations unies pour l'environnement a classé le site parmi les sites côtiers les plus sensibles de la Méditerranée (évaluation en fonction de l'impact des rejets civils et industriels sur la qualité de l'eau de mer locale, l'eau potable, les activités de loisirs, l'économie et le bien-être social).
En 2010, l'élimination du mercure du cycle de fabrication de Solvay s'est achevée, à la suite de la conversion de l'usine à l'électrolyse membranaire à partir de 2007 ; cependant, les rejets de calcaire naturel n'ont pas changé et plus de cent mille tonnes de matériaux non toxiques sont déversées dans la mer chaque année.
Néanmoins, même dans les années précédant la reconversion de l'industrie, cette partie de la côte a reçu à plusieurs reprises le drapeau bleu et les Plages Blanches restent l'une des destinations balnéaires les plus populaires de la Toscane. L'agence régionale de protection de l'environnement, Arpat, certifie que la qualité de l'eau est "excellente".
La municipalité assure également que se baigner dans cette eau ne présente aucun risque pour la santé, d'autant que la qualité de l'eau est contrôlée régulièrement par l'autorité régionale Arpat, le ministère de l'Environnement et l'Institut supérieur pour la protection de l'environnement.